# ガストン・シルバ
ガストン・アレクシス・シルバ・ペルドモ（Gastón Alexis Silva Perdomo 、1994年3月5日 - ）は、ウルグアイ・サルト出身のサッカー選手。ウルグアイ代表。クルブ・プエブラ所属。ポジションはディフェンダー。

## 経歴

### クラブ
デフェンソール・スポルティングの下部組織で育成され、2011年11月のモンテビデオ・ワンダラーズFC戦で16歳にしてトップチームデビューを果たした。
2014年7月、セリエAのトリノFCに230万ユーロで移籍。契約は4年で1年の延長オプションが付く。UEFAヨーロッパリーグのクラブ・ブルッヘ戦でトリノデビュー。
2016年8月、グラナダCFにレンタルで加入。UDラス・パルマス戦で加入後初出場。
2017年7月、メキシコ・リーガMXのUNAMプーマスと2年契約を結んだ。ところがアルゼンチンのメディアがCAインデペンディエンテと契約合意に至っていると報じ、UNAMプーマスとの間で法廷闘争にまで発展した。結局9月にインデペンディエンテに移籍した。
2020年9月3日、SDウエスカと1年契約を結んだ。
2021年8月23日、ウエスカを退団してフリーとなっていたシルバは、セグンダ・ディビシオンのFCカルタヘナに加入した。

### 代表
2011年、南米ユース選手権とFIFA U-17ワールドカップ、パンアメリカン競技大会に招集された。2012年には翌年のFIFA U-20ワールドカップに参加した。
2014年11月、ウルグアイ代表へ初招集された。

## 代表歴

### 出場大会
- ウルグアイ代表
  - 2018 FIFAワールドカップ

### 試合数
- 国際Aマッチ 19試合 0得点（2014年-2018年）[7]

| ウルグアイ代表 | 国際Aマッチ | 国際Aマッチ |
| 年             | 出場        | 得点        |
| -------------- | ----------- | ----------- |
| 2014           | 1           | 0           |
| 2015           | 1           | 0           |
| 2016           | 9           | 0           |
| 2017           | 5           | 0           |
| 2018           | 3           | 0           |
| 通算           | 19          | 0           |